# Шоссе 171 (Израиль)
Шоссе 171 (ивр. כביש 171‎ , англ. Highway 171) — израильское шоссе, ведущее с востока на запад в южной части Израиля. Длина шоссе 33 км, оно ведет от Шоссе 10 на западе до Мицпе-Рамон.

## История
Шоссе 171 было построено в 1979-1980 годах с возрождением интереса к строительству в Негеве, после заключения мирного соглашения с Египтом и планируемого вывода войск и населения из Синая. Новое шоссе открыло доступ для израильтян к некоторым историческим местам Негева, к которым не было ранее подъезда на легковом транспорте.

## Достопримечательности
Около 5 км к северо-востоку от перекрёстка Хар-Харив, на высоте 950 метров над уровнем моря, находятся скважины Луц. Это группа из 17 заполненных водой водоёмов, разбросанных на площади около 2 квадратных километров, которые были выкопаны во время правления царя Соломона в X веке до нашей эры. 15 из 17 водоёмов до сих пор наполняются водой во время сезона дождей.

## Перекрёсткииразвязки
| Километр | Название                                  | Тип | Расположение | Пересечение дорог |
| -------- | ----------------------------------------- | --- | ------------ | ----------------- |
| 0        | ивр. צומת הר חריף‎ (Перекрёсток Хар-Харив) |     | Хар-Харив    | Шоссе 10          |
| 33       | ивр. צומת הרוחות‎ (Перекрёсток ха-Рухот)   |     | Мицпе-Рамон  | Шоссе 40          |